# Downface
Downface - Zespół powstał w 1997 w Madison, Wisconsin, USA.
Członkowie Downface grali wcześniej w różnych zespołach, poznali się dzięki ogłoszeniu w sklepie muzycznym. 
Szybko przekonali się, że mają bardzo podobne gusty muzyczne i zaczęli pracę nad coverami oraz własnym materiałem. 
W lipcu 1998 nagrywają swoją pierwszą płytę Confidence, a cztery lata później drugą Within.
Najbardziej znany utwór Downface - Alone (utwór) jest często błędnie przypisywany spółkom Alice in Chains & Pearl Jam albo Tool & Creed

## Muzycy
- Tim Anderson - wokal, gitara
- Rob Hammond - gitara
- Joe Violetto - gitara basowa
- Russ Gray - perkusja

## Dyskografia
- Confidence (1998)
- Within (2002)